# Cristianização da Bulgária

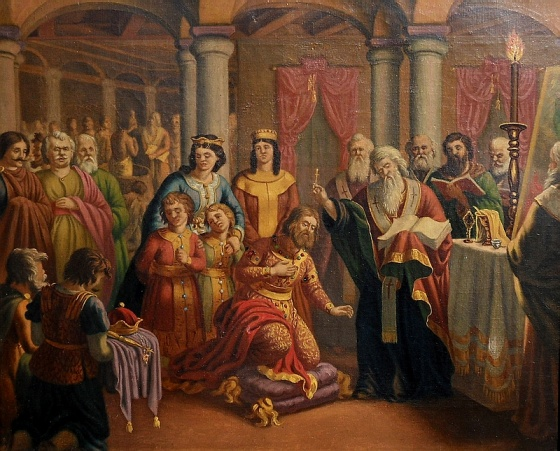
Batismo da corte em Preslava.
Séc. XIX. Por Nikolai Pavlovich

A cristianização da Bulgária foi o processo pelo qual a Bulgária se converteu ao cristianismo no século Ix Os maiores influenciadores da instável política do cã búlgaro foram a Frância oriental, o Império Bizantino e o papa. Por conta da posição estratégica da Bulgária, tanto as igrejas de Roma quanto Constantinopla queriam a região sob suas respectivas esferas de influência. Depois de alguma indecisão sobre qual lado seria o vencedor, o cã decidiu-se pelo cristianismo bizantino. Através de sua nova aliança, ele conseguiu seu objetivo máximo de fundar uma igreja nacional búlgara independente e de ter um arcebispo nomeado para liderá-la.

## Contexto
Quando o cã Bóris I começou seu reinado em 852, a situação internacional era bastante complicada. O conflito com o Império Bizantino pelo domínio das tribos eslavas da Macedônia e da Trácia ainda estava longe de ter uma solução. Na região do Médio Danúbio, os interesses da Bulgária entraram em conflito com os do emergente Reino dos Francos Orientais e da Grande Morávia. Foi por volta desta época que a Croácia emergiu pela primeira vez no cenário internacional já ambicionando territórios na região.
Numa escala maior, as tensões entre Constantinopla e Roma estavam se acirrando. Os dois principais centros do cristianismo estavam competindo pela liderança do processo de cristianização que seria a forma de integrar os recém-chegados eslavos ao sul e centro da Europa. O Canato Búlgaro e o Reino dos Francos Orientais estabeleceram relações diplomáticas já nas décadas de 20 e 30 do século Ix Em 852, no começo do reinado do cã Bóris, uma embaixada búlgara foi enviada a Mogúncia para informar Luís II da mudança que ocorrera em Plisca, a capital búlgara. É provável que esta mesma embaixada também tenha tido como missão renovar a aliança entre búlgaros e germânicos.

### Retrocessos iniciais

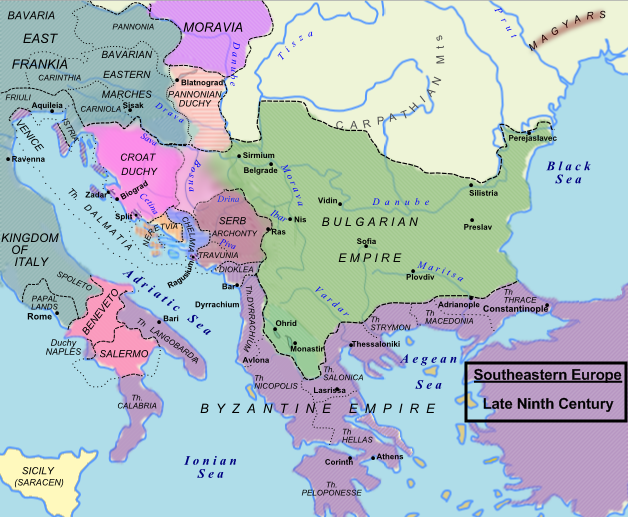
Primeiro Império Búlgaro de. Plisca e Preslava, os principais centros da cristianização estão demarcados no centro à direita.
(clique no mapa para ampliar)

Algum tempo depois, o cã Bóris firmou uma aliança com o príncipe da Grande Morávia, Rastislau (r. 846–870). O catalisador foi o rei dos francos ocidentais, Carlos, o Calvo (r. 840–877). A Frância Oriental respondeu atacando a Bulgária, que foi derrotada e forçada a voltar para a esfera de influência do imperador germânico. Esta nova aliança colocava os dois países contra a Grande Morávia, um aliado dos bizantinos. A situação era perigosa para os búlgaros. A guerra finalmente começou em 855/856. O império queria recobrar o controle sobre algumas fortalezas da Via Diagonal (Via Diagonalis ou Via Militaris), que seguia de Constantinopla passando por Filipópolis (Plovdiv) e Naísso (Nis) até Singiduno (Belgrado). O Império Bizantino terminou vitorioso e reconquistou diversas cidades, inclusive Filipópolis.
A aliança do cã Bóris com os germânicos ameaçava agora a Grande Morávia, que buscou a ajuda dos bizantinos em 862/863. O evento ocorreu ao mesmo tempo que uma missão bizantina à Grande Morávia estava ocorrendo. Os santos Cirilo e seu irmão, Metódio, pretendiam atrair os morávios para a esfera de influência de Constantinopla, reforçando a presença bizantina na região. O cã Bóris estava mais interessado que os dois irmãos lhe trouxessem o primeiro alfabeto eslavônico que eles criaram para o cã Rastislau. Ele queria implantar um alfabeto búlgaro para reduzir a influência do Império Bizantino em suas terras.
Nos últimos meses de 863, os bizantinos atacaram a Bulgária. A razão mais provável foi que os bizantinos teriam sabido das intenções de Bóris de se converter ao cristianismo, algo que ele havia confidenciado ao imperador germânico. O Império Bizantino queria então impedir que ele o fizesse por intermédio dos romanos, pois seria uma grande ameaça ao império a existência de um vizinho tão próximo dependente da Igreja de Roma.

## Exigências bizantinas
O que os bizantinos queriam não eram territórios, mas a conversão dos principais líderes e representantes búlgaros ao cristianismo oriental, ao que se seguiria certamente a conversão de todos os búlgaros. Uma demanda como essa seria inaceitável em outras circunstâncias.
Os dois lados firmaram uma "paz profunda" de trinta anos. No final do outono de 863, uma missão do patriarca Fócio chegou em Plisca e batizou o cã, sua família e diversos membros de alto escalão da corte.

## Razões para a conversão
Depois das conquistas do cã Crum no início do século IX, a Bulgária se tornou uma importante potência regional na região sudeste da Europa. Seu desenvolvimento futuro estava ligado aos impérios dos bizantinos e dos francos orientais. Ambos eram estados cristãos enquanto que a Bulgária, pagã, permanecia mais ou menos isolada, incapaz de interagir em igualdade de condições, nem cultural e nem religiosamente.
Depois da conversão dos saxões, a maior parte da Europa já era cristã. A preservação do paganismo entre os búlgaros e os eslavos (os dois grupos étnicos que formaram o povo búlgaro) os colocou em severa desvantagem — a unificação efetiva dos dois grupos era atrapalhada pelas crenças religiosas diferentes de ambos. Finalmente, o cristianismo já havia lançado raízes em terras búlgaras antes da formação do Primeiro Império Búlgaro.

## Reação

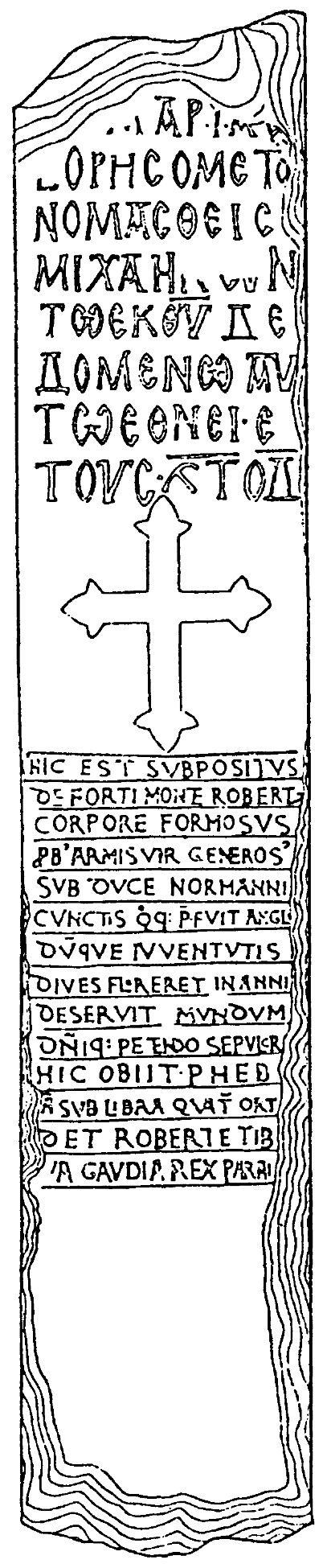
Inscrição de Ballshi, um texto epigráfico do tempo do cã atestando a cristianização da Bulgária. A inscrição recebeu este nome por ter sido descoberta em Ballshi, Albânia, em 1918

Luís II, o rei dos francos orientais, não ficou satisfeito com as intenções de Bóris, mas não o suficiente para enfrentá-lo em conflito aberto. Conforme as missões bizantinas convertiam os búlgaros, elas encorajavam também o povo a destruir os locais sagrados pagãos. Os círculos aristocráticos búlgaros, mais conservadores, eram contrários a esta destruição, pois eram eles os líderes dos rituais das religiões antigas. Em 865, os inconformados de todas as dez regiões administrativas da Bulgária (comitatos) se revoltaram contra Bóris (agora com o título de knyaz), acusando-o de mau governo. Os rebeldes marcharam para a capital com o objetivo de capturar e matar o cã e restaurar a antiga religião. Tudo o que se sabe é que Bóris reuniu os que lhe eram leais e conseguiu vencer os rebeldes. Ele ordenou a execução de 52 proeminentes boiardos, líderes da revolta, "juntamente com suas famílias". Entre a população, os que "se arrependeram" receberam permissão para voltar para casa ilesos.
Até o fim da vida, o cã Bóris foi assombrado pela culpa da brutalidade de suas medidas e do preço moral de sua decisão de 865. Em sua correspondência posterior com o papa Nicolau I, Bóris perguntou se suas ações haviam ultrapassado a fronteira da humildade cristã. A resposta do papa foi:
| “ | ...pecastes mais pelo zelo e ignorância do que pelo vício. Recebeis o perdão, a graça e benevolência de Cristo, uma vez que a penitência te fez bem. | ” |

Os críticos discordam entre si sobre a afirmação do papa. Historiadores acreditam que o knyaz executou quase metade da aristocracia búlgara ao final do conflito. Seus adversários temiam que o Império Bizantino espalharia sua influência por intermédio do cristianismo e terminaria destruindo a Bulgária. Muitos também acreditavam que, depois da religião, os búlgaros seriam também forçados a aceitar o modo de vida e os valores morais dos "gregos", como eram conhecidos os bizantinos na época.

## Escolha entre Constantinopla e Roma
O knyaz Bóris percebeu que a cristianização de seus súditos resultaria num aumento da influência bizantina. A liturgia era realizada em grego e a recém-fundada Igreja Búlgara estava subordinada à de Constantinopla e somente depois da revolta contra a nova religião é que Bóris solicitou sua independência. Antes do final do século IX não havia precedentes para a criação de igrejas nacionais para fomentar a integração de povos recém-convertidos. A Bulgária seria o exemplo a ser seguido. 
Quando Constantinopla se recusou a conceder a independência, Bóris se voltou para o papa. No fim de agosto de 866, uma missão búlgara liderada pelo caucano Pedro chegou em Roma levando uma lista de 115 questões de Bóris. Elas tinham a ver com o modo de vida cristão dos recém-convertidos búlgaros e uma sugestão de organização da futura Igreja Búlgara sob a jurisdição romana. Em 13 de novembro de 866, o knyaz recebeu do papa 106 respostas, que enviou emissários também à capital imperial. Quando a missão clerical enviada para Roma retornou, Bóris ficou suficientemente satisfeito com a resposta e ordenou que a missão bizantina deixasse a Bulgária. Este ato foi visto como uma troca da orientação religiosa oficial de Bóris, de Constantinopla para Roma. Ao ver os emissários de Roma ali, a missão germânica — alinhada com o papa — também partiu, contente com a mudança de humores dos búlgaros. O imperador bizantino Miguel III, o Ébrio ficou furioso com a expulsão e, numa carta ao knyaz búlgaro, o expressou sua desaprovação sobre a reorientação religiosa da Bulgária fazendo uso de termos ofensivos contra a Igreja de Roma. Em menos de dois anos, o até então desconhecido nome da Bulgária se tornaria amplamente conhecido por toda a Europa Ocidental. Em Constantinopla, o povo observava com nervosismo os eventos, acreditando que um vizinho pró-Roma seria uma ameaça imediata aos interesses bizantinos. Um concílio foi realizado no verão de 867 na capital bizantina durante o qual os clérigos presentes criticaram as ações da Igreja de Roma em suas tentativas de recrutar a Bulgária anatemizou o papa Nicolau I. Sem perder mais tempo, Bóris pediu ao papa que nomeasse um de seus enviados, Formosa de Portua, como arcebispo da Bulgária, o que ele se recusou a fazer, provavelmente por razões pessoais, pois a resposta oficial — de que Formosa já detinha o título de eparca — era mentira. O papa ordenou que novos líderes, Domingos de Trivena e Grimualdo de Polimarcia, fossem enviados numa nova missão à Bulgária e, logo depois, morreu. Seu sucessor, o papa Adriano II (r. 867–872) também não conseguiu responder ao pedido de Bóris por um arcebispo búlgaro. Exasperado, o knyaz então propôs outro candidato, mas foi novamente recusado e, em vez disso, ele recebeu um clérigo chamado Silvestre, que estava tão abaixo na hierarquia eclesiástica que não tinha sequer autorização para realizar a liturgia sozinho. Depois de apenas três dias em Plisca, os búlgaros enviaram-no de volta para Roma acompanhado de emissários levando uma carta com reclamações de Bóris ao papa. O knyaz finalmente percebeu que as recusas de Roma ao seu pedido e os constantes atrasos eram um insulto e um sinal da falta de vontade do papa em coordenar com ele a seleção de um arcebispo para seu país.
Por causa disso, Bóris reiniciou as conversas com Constantinopla, onde esperava conseguir maior cooperação do que no passado. Mas, em 23 de setembro de 867, o imperador Miguel III foi assassinado pelo seu fiel companheiro Basílio, o fundador da dinastia macedônica que reinaria sobre o império até 1057. O patriarca Fócio foi substituído por seu rival ideológico Inácio (r. 847-858; 867-877) e ambos mudaram completamente as relações com a Igreja de Roma, rapidamente diminuindo as tensões entre Constantinopla e Roma. Por um lado, Adriano II precisava da ajuda de Basílio I contra os ataques árabes no sul da Itália e, por outro, os bizantinos queriam o apoio de Roma a Inácio.

## Resultado
Como resultado dos acordos, um outro concílio foi realizado em Constantinopla. Ao final das conferências oficiais, em 28 de fevereiro de 870, emissários búlgaros chegaram a Constantinopla enviados por Bóris e liderados pelo ichirguboil (o principal conselheiro do knyaz) Estasis, o kan-bogatur (um aristocrata de alto escalão) Sondoke e o cã-tarcano (comandante militar de alta patente), entre outros.
Poucos suspeitavam dos reais objetivos deles. Em 4 de março, o imperador Basílio I encerrou o concílio com uma celebração no palácio imperial. Depois de ser cumprimentado pelos representantes das igrejas de Roma e de Bizâncio (os romanos primeiro), Pedro, o Caucano (uma espécie de "vice-cã" ou "vice-príncipe"), perguntou sob qual jurisdição deveria a Bulgária ficar. Os romanos, pegos de surpresa, não estavam preparados para tratar do tema. Parece ter havido um acordo secreto prévio entre o patriarca, o imperador e os emissários búlgaros. Os padres ortodoxos imediatamente perguntaram aos búlgaros qual era o clero que eles encontraram pelo caminho que fizeram até a capital passando pelas terras búlgaras. Eles responderam que eram os "gregos". Os padres ortodoxos imediatamente declararam que o direito de supervisionar a Igreja Búlgara pertencia apenas à Igreja-Mãe de Constantinopla, que detivera a jurisdição sobre este mesmo território no passado e os protestos dos emissários do papa não foram levados em consideração. Com a aprovação do cã e dos padres presentes no concílio, a Igreja Búlgara foi declarada uma arquidiocese e um arcebispo deveria ser eleito entre os bispos.
A criação de um arcebispado búlgaro independente não tinha precedentes na prática cristã até então. Na prática, as igrejas que já eram independentes haviam sido fundadas por apóstolos ou discípulos deles. Por um longo período, Roma já vinha contestando as reivindicações de igualdade de Constantinopla justamente com base no fato de a capital imperial não ter sido fundada por um dos apóstolos de Cristo. 
Apenas seis anos depois de sua conversão, a Igreja Ortodoxa concedeu ao cã Bóris uma igreja nacional independente e um representante supremo de alto escalão (um arcebispo). Nos dez anos seguintes, o papa Adriano II e seus sucessores tentaram desesperadamente reconquistar a influência que tinham sobre a Bulgária e também convencer Bóris a deixar a esfera de influência bizantina, sem sucesso. As fundações para a cristianização da Bulgária estavam lançadas e o estágio seguinte envolveu a adoção do alfabeto cirílico e da língua búlgara antiga como a língua oficial do estado e da igreja, o que ocorreu em 893 durante o Concílio de Preslava. Esta nacionalização de uma igreja e de sua liturgia foi um evento excepcional e, de forma alguma, representava a prática corrente nos demais países cristãos europeus.